# Дяолоу
Дяолоу (кит. упр. 碉樓, пиньинь diāolóu) — укреплённые многоэтажные особняки, характерные для уезда Кайпин в провинции Гуандун на юге Китая. Таких зданий насчитывается около 1400. На европейских языках их зачастую именуют «башнями» или «замками», что не вполне точно.

## География
Самые старые особняки относятся ко времени заката династии Мин, когда в Южном Китае орудовали шайки разбойников. В относительно мирные времена правления династии Цин подобных сооружений не строили, однако мода на них вернулась в 1920-е и 1930-е годы, когда в Китай стали возвращаться зажиточные представители китайской диаспоры из-за океана.
В дяолоу, построенных в I-й половине XX века на средства американских и австралийских китайцев, национальные китайские мотивы самым причудливым образом сочетаются с западными, в том числе с элементами средневековой готики, итальянского ренессанса, оттоманского стиля. 
В 2007 году дяолоу внесены в список Всемирного наследия ЮНЕСКО.